# Rasmus Rask
Pour les articles homonymes, voir Rask.
Rasmus Christian Rask (prononciation danoise : [ˈʁɑsmus ˈkʁistjæn ˈʁɑsɡ]) (Brændekilde dans l'île de Fionie, le 22 novembre 1787 – Copenhague, le 14 novembre 1832) est un érudit et philologue danois, reconnu aujourd'hui comme le premier représentant d'une philologie rationaliste, fondée sur des bases empiristes.
Il visite l'Islande (1813-1815), la Russie (1819), la Perse (1819) et l'Inde (1820-1823), ainsi que le monde arabe[réf. souhaitée], afin d'étudier les langues de ces pays. Il rapporte un grand nombre de manuscrits précieux et est à son retour nommé bibliothécaire de l'université de Copenhague, puis professeur d'histoire littéraire et enfin de langues orientales.

## Apports scientifiques
À la suite de ses voyages, Rasmus Rask écrit une Grammaire de l’islandais (1811) et des Recherches sur l’origine de l’ancienne langue nordique ou islandaise (1818). Il y est le premier à mettre en évidence la parenté entre le vieux norrois et le gotique d'une part, et le lituanien, le vieux slave, le grec ancien et le latin d'autre part. On lui doit également la formulation originale de la loi de Grimm sur la mutation consonantique entre les parlers indo-européens et les langues germaniques, bien qu'en cette matière il se soit borné à comparer le vieux norrois au grec ancien, puisqu'à cette époque le sanskrit était encore ignoré des philologues européens.
Contrairement aux frères Auguste et Friedrich Schlegel et aux frères Jacob et Wilhelm Grimm, Rasmus Rask est héritier du rationalisme empiriste, et également du naturalisme de Lamarck. Cette double filiation lui permet de faire reculer les limites du comparatisme linguistique, en prenant davantage de recul par rapport à la philologie, à la littérature et aux aspects culturels de la linguistique. Rasmus Rask compte parmi les premiers philologues à avoir eu l'intuition de la primauté de la langue orale, et est en outre le premier à avoir recherché des explications naturelles au changement linguistique, précédant en cela les frères Grimm.
Il analyse l’évolution des langues sous le regard qui est celui du naturalisme pré-darwinien. L’idée en est que les « espèces » linguistiques étaient relativement stables avant de subir des mutations. Il applique ce postulat au rapport étymologique, par lequel il va pouvoir démontrer la parenté d’un son d’une langue avec le son d’une autre langue.
On lui doit, entre autres travaux :
- la 1re édition complète et critique des deux Eddas (1818-1819) ;
- la rédaction de grammaires islandaise, laponne, anglo-saxonne, frisonne, italienne et espagnole ;
- des recherches sur l'origine de la langue islandaise.